# 健順丸
健順丸（けんじゅんまる）は、幕末に江戸幕府が保有した洋式帆船。
前身は1856年建造のアメリカ船「アルテヤ」（Althea）で、1861年（文久元年9月）に箱館奉行が奉行所配備用として22000ドルで購入した。木造バークに分類され、トン数は378トン。

## 概要
「健順丸」は、箱館奉行の下で航海練習船や輸送船として使用された。注目すべき運用として、外国へ渡航しての貿易に使われたことが挙げられる。箱館奉行所は「亀田丸」のロシア派遣など対外交易に積極的だった。
まずは香港及びオランダ領東インドのバタヴィアへ渡航させることが計画された。昆布やナマコなどの交易物資を積んだ「健順丸」は、1862年11月27日（文久2年10月6日）に箱館を出港して品川沖まで進出したが、そこで幕府中央が反対に転じ中止が命じられた。朝廷から大原重徳が江戸へ送られて攘夷実行を幕府が約束させられていたことの影響だと推測される。
翌年に今度は上海への渡航が許され、1863年12月21日（文久3年11月11日）に品川沖を出て経由地の兵庫へ進出、交易物資の搭載を行った。箱館奉行所の山口錫次郎以下約50人が乗船し、1864年3月16日（元治元年2月9日）に兵庫より出航、3月28日（同2月21日）に上海へ到着した。海禁政策を採る清朝は長期滞在を認めずに早く取引を終えて立ち去るよう求め、「健順丸」は5月14日（同4月9日）に上海を出港して帰国した。売れ残りも出たものの1286両の利益を得たほか、現地の造船所視察などの成果を挙げた。江戸幕府は以前にも「千歳丸」を上海に送って貿易を求めたことがあったが、日本人だけで操船しての貿易船派遣という点でこの航海は新たな試みであった。また、今回は「千歳丸」のようなオランダ商人を通じての通関手続きではなく、日本の名義で手続きを行ったという違いもあった。そのため、日中間の正式通商確立への道を一歩進めたとの評価もある。